# Protosevast
Protosevast (grč. πρωτοσέβαστος) visoki bizantski naslov, utemeljen u 11. st.
Naslov protosevasta, prvog (proto) među sevastima, nastala u doba cara Aleksija I Komnena. 
Kasnije je naslov dodijeljivan bliskim srodnicima samog cara, a ponekad i sinovima sevastokratora.
Među Južim Slavenima je, koliko je poznato, naslov protosevasta dobio jedino starocrnogorski, dukljanski kralj Bodin.